# BBC-Neptune-Klasse
Die BBC-Neptune-Klasse ist eine vorerst zwei Massengutfrachter umfassende Schiffsklasse der Leeraner Reederei Briese Schiffahrt. Die Schiffe sind langfristig an die Tochterfirma BBC Chartering verchartert. Die beiden Schiffe stellen sowohl bei Briese als auch bei BBC Chartering die größten Schiffe der Flotte dar und gelten damit als Flaggschiffe.
Beide Schiffe liefen 2010 in der chinesischen Werft Tianjin Xingang Shipyard vom Stapel und wurden vom Lloyd’s Register klassifiziert.

## Einzelheiten
Die Schiffe weisen eine Tragfähigkeit von circa 37.700 dwt bei 10,40 m Tiefgang auf. Durch den 12.060 kW leistenden Sechszylinder-Wärtsilä-Motor beträgt die maximale Geschwindigkeit 14 Knoten. Der Verbrauch liegt bei Volllast pro Seetag bei circa 29 t HFO.
Die Schiffe werden von der Reederei als Handysizebulker ausgewiesen, obwohl die meisten Quellen die obere Größengrenze bei Handysizebulkern bei circa 35.000 dwt setzen.
Ungewöhnlich für einen modernen Massengutfrachter sind auch die Maße: Heutige Bulker mit einer Länge von circa 190 m weisen meist eine Tragfähigkeit von etwa 45.000 dwt bis 55.000 dwt auf, da sie über eine weitaus größere Breite (in der Regel 32 m, also Panamax) und einen größeren Tiefgang verfügen. Dadurch, dass bei diesen Schiffen der Tiefgang und die Breite gegenüber anderen Schiffen erheblich reduziert ist, kann eine größere Anzahl von kleineren Häfen angelaufen werden, da die Länge bei Massengutschiffen im Regelfall nicht den begrenzenden Faktor darstellt.
Der Schiffstyp ist mit vier 30 t-Kranen von NMF ausgerüstet. Die Schiffe verfügen über fünf Laderäume, die zusammen einen Rauminhalt von 48.955 m³ aufweisen.

## Die Schiffe
| Schiffsname | Baunummer | IMO-Nummer | Indienst- stellung | Auftraggeber                                    | Spätere Namen und Verbleib                        |
| ----------- | --------- | ---------- | ------------------ | ----------------------------------------------- | ------------------------------------------------- |
| BBC Neptune | 358-1     | 9537264    | 2010               | Briese Schiffahrts GmbH & Co. KG MS 'Westbense' | 2023: Akson Sandra                                |
| BBC Pluto   | 358-2     | 9537276    | 2010               | Briese Schiffahrts GmbH & Co. KG MS 'Halte'     | 2017: Pola Ilaria, 2021: BBC Pluto, 2024: Arianda |

## Zwischenfälle
Die BBC Neptune kollidierte am 27. März 2018 im Großen Belt mit der Delphis Gdansk.